# Alfred Parte Saiz
Alfred Parte Saiz SchP (hiszp. Alfredo Parte Saiz; ur. 2 czerwca 1899 w Cilleruelo de Bricia, zm. 27 grudnia 1936 w Santanderze) – hiszpański prezbiter z Zakonu Kleryków Regularnych Ubogich Matki Bożej Szkół Pobożnych, ofiara czerwonego terroru w czasach hiszpańskiej wojny domowej, zamordowany z nienawiści do wiary łac. odium fidei.

## Życiorys
Pochodził z wielodzietnej, katolickiej rodziny mieszkającej w miejscowości Cilleruelo de Bricia należącej do Archidiecezji Burgos. 1 sierpnia 1915 roku wstąpił do zakonu pijarów w Getafe, a w kolejnym roku 13 sierpnia złożył proste śluby zakonne. Przyjął imię zakonne Alfred od Maryi Dziewicy. Formację filozoficzną i teologiczną przeszedł na studiach w Irache. 25 sierpnia 1924 roku złożył uroczystą profesję. Święcenia kapłańskie przyjął w Palencia 3 marca 1928 roku. Prześladowania dosięgnęły go gdy w Villacarriedo pełnił obowiązki ekonoma. Kiedy 15 sierpnia 1936 roku czerwona milicja rozpędziła kadrę szkoły zakonnej udał się do krewnych pod Santander. 15 listopada został aresztowany. Wobec miejscowych komunistów złożył oświadczenie, że jest duchownym zakonnik. Mimo tego że nie był zaangażowany w konflikt i nie prowadził działalności politycznej został rozstrzelany 27 grudnia 1936 w Santander. Relikwie męczennika znajdują się w krypcie katedry w Santander.

## Znaczenie
1 października 1995 roku na rzymskim Placu Świętego Piotra papież Jan Paweł II dokonał beatyfikacji czterdziestu pięciu ofiar antykatolickich prześladowań Kościoła katolickiego wśród których był Alfred Parte Saiz w grupie trzynastu pijarskich męczenników.
W Kościele katolickim dniem wspomnienia liturgicznego każdego z otoczonych kultem jest dies natalis (27 grudnia), zaś grupa błogosławionych zakonników wspominana jest 22 września.
Miejscem szczególnego kultu jest Archidiecezja Burgos.